# Burhan Belge
Hüseyin Burhanettin Daybelge (* 1. Februar 1899 in Istanbul; † 12. Januar 1967) war ein türkischer Politiker und ab 1957 der Vertreter der Provinz Muğla in der 11. Regierungszeit der türkischen Nationalversammlung.

## Leben
Belge entstammte der Familie eines osmanischen Gouverneurs. Er studierte in Deutschland Architektur. In den Jahren 1932 bis 1934 war er fester Mitarbeiter der linken Zeitschrift Kadro, die hauptsächlich Diskussionen über Ideologie und wirtschaftliche Entwicklungsstrategie führte. Anschließend arbeitete er zehn Jahre als Lehrer.
1961 wurde er nach dem Staatsstreich von 1960 als stellvertretender Vorsitzender der Demokratischen Partei zu lebenslanger Haft verurteilt, aber bereits zwei Jahre später amnestiert. Bis zu seinem Tod arbeitete er für eine deutsche Radioanstalt.
Burhan Belge war von 1935 bis 1941 der erste Ehemann der Schauspielerin Zsa Zsa Gabor. Er ist der Vater des türkischen Historikers und Verlegers Murat Belge sowie Schwager von Yakup Kadri Karaosmanoğlu (1889–1974).